# Marsanes
Marsanes és un text gnòstic setià considerat un apòcrif del Nou Testament. És l'únic text que forma el Còdex X dels Manuscrits de Nag Hammadi (NH X 1-68). És un llibre molt mal conservat, ja que falten quatre pàgines i té diverses línies malmeses d'impossible recuperació, sobretot les primeres deu de la cinquena pàgina. Els estudiosos creuen que el text original, conservat en llengua copta, va ser escrit originalment en grec durant el segle iii.

## Contingut
Marsanes és un discurs de revelació on un mestre anomenat Marsanes informa del seu progrés espiritual després de la mort, d'una forma paral·lela als manuscrits de Zostrià (Còdex VIII) i Al·logenes (Còdex IX). No és pròpiament un tractat cristià, sinó que pertany al moviment setià dins del gnosticisme. Descriu una cosmogonia esotèrica molt elaborada i parla de les emanacions successives d'un Déu original. Al text hi ha indicis que els setians havien desenvolupat idees monistes, unes idees comparables a la noció de perfecció i permanència universal d'Heràclit, és a dir, tota la matèria de l'univers només pot canvieu de forma i no es pot crear o destruir, i la posterior idea estoica de que res no existeix més enllà del pla material. El text també és un apocalipsi que, va ser utilitzat per l'escola de Plotí a Roma per a rebatre'l.
El text aporta diverses exhortacions que demanen acollir els coneixements que revela como el camí de la salvació. El lector entén que els conceptes filosòfics estan subjectes a la finalitat religiosa. Una de les característiques de Marsanes es la seva capacitat per conèixer els noms correctes dels poders angèlics divins, i els poders planetaris i còsmics que controlen el destí de l'ànima, i un gran coneixement dels símbols astrològics.